# Афанасьево (муниципальное образование город Алексин)
Афанасьево — село в Алексинском районе Тульской области. Расстояние по автодорогам до центра Алексина составляет 46 км.

## История
По писцовой книге 1685 г. принадлежало окольничему Александру Савостьяновичу Хитрово, которому также принадлежали соседние Белолипки, Каргашино, Перешибово.
По ревизии 1720 г. принадлежало генерал-майору П. И. Ягужинскому (наряду с селениями Белолипки, Каргашино и Перешибово) в качестве приданого после женитьбы на Анне Фёдоровне Хитрово, внучке А. С. Хитрово.
По ревизии 1745 г. и более поздним ревизиям вплоть до реформы 1861 г. принадлежало князьям Гагариным. 
Упоминается на плане Генерального межевания Тульского наместничества 1790 года как село Афонасьево.
По данным 1859 года Афанасьево — владельческое село 2-го стана Алексинского уезда Тульской губернии при речке Крушме, в 20 верстах от уездного города Алексина, с 50 дворами и 454 жителями (215 мужчин, 239 женщин). Было центром Афанасьевской волости Алексинского уезда.
По данным переписи 1897 года в селе проживало 513 человек (206 мужчин, 307 женщин), все православные.
В 1912 году в уезде была проведена подворная перепись. Село Афанасьево относилось к Афанасьевскому сельскому обществу Афанасьевской волости. Имелось 129 хозяйств (из них 104 наличных приписных, 24 отсутствующих и 1 постороннее), 678 человек (336 мужчин и 342 женщины) наличного населения (из них 241 грамотных и полуграмотных и 50 учащихся). Была земская школа (открыта в 1894 году).
Имелось 187,5 земельных наделов, всего 648 десятин надельной земли, а также 683,5 десятин удобной арендованной земли. 76,5 десятин удобной земли было сдано в аренду.
В пользовании наличных хозяйств находилось 946,6 десятин пашни, 195,6 десятины сенокоса, 46,8 десятин выгона, 39,6 — усадебной земли, 7,0 — кустарника, 19,4 — неудобной земли.
Под посевами находилось 676,1 десятин земли (в том числе 33,7 десятин усадебной), из неё озимая рожь занимала 317,1 десятины, яровой овёс — 272,3 десятины, картофель — 35,6, чечевица — 25, конопля — 12,7, лён — 8,7 десятины, прочие культуры (в основном гречиха) — 4,7 десятины.
У жителей была 161 лошадь, 243 головы КРС, 293 овцы и 121 свинья; 1 хозяйство держало 10 ульев пчёл.
Промыслами занимались 140 человек: 27 — местными (почти все в своём селе) и 113 отхожими (в основном в Москве и в Тульской губернии), из них 32 булочника, 16 слесарей, 8 чернорабочих, по 5 кафельщиков и приказчиков.
По переписи 1926 года деревня была центром Афанасьевского сельсовета Алексинского района, имелось 129 хозяйств (из них 128 крестьянских) и 614 жителей (273 мужчины, 341 женщина).
Ко Второй мировой войне число дворов сократилось до 106.
На карте 1982 года обозначено как населённый пункт с населением около 60 человек, на карте 1989 года — с населением около 50 человек. По переписи 2002 года население села, входящего в Пластовский сельский округ, составляло 25 человек (из них 76 % русских), в 2010 году — село Авангардского сельского поселения, 29 человек (13 мужчин, 16 женщин).

## Троицкая церковь
В 1809 году на месте деревянной церкви св. Николая на средства князя С. С. Гагарина был заложен каменный храм святой Троицы (ныне полуразрушен). Построен на средства князя Сергея Сергеевича Гагарина, действительного тайного советника, обергофмейстера императорского дворца, президента гофинтендантской конторы, директора императорских театров при Николае I. Храм построен в стиле классицизма. В храме имелись два теплых придела: с правой стороны во имя св. Николая, с левой во имя преподобного Сергия Радонежского. Центральный алтарь во имя Чудотворца Николая был устроен в 1815 году, а другие алтари только в 1827 г. В 50-х гг. XIX в. на средства того же князя храм несколько поновлен был внутри. Храм представлял собой четверик с боковыми нишами в антах, перекрытый куполом с главкой, с трапезной и двухъярусной колокольней. Закрыт в 30-е гг. XX в. До наших дней сохранился в плачевном состоянии. Внутри — груды кирпичей и досок. Почти по всему периметру храма видны остатки настенных росписей.

## Население
| 1859 | 1915 | 2002 | 2010 |
| ---- | ---- | ---- | ---- |
| 454  | ↗777 | ↘25  | ↗29  |

## Известные уроженцы
- Савощев, Иван Иванович — Герой Советского Союза, участник Великой Отечественной войны.